# 生樹の御門

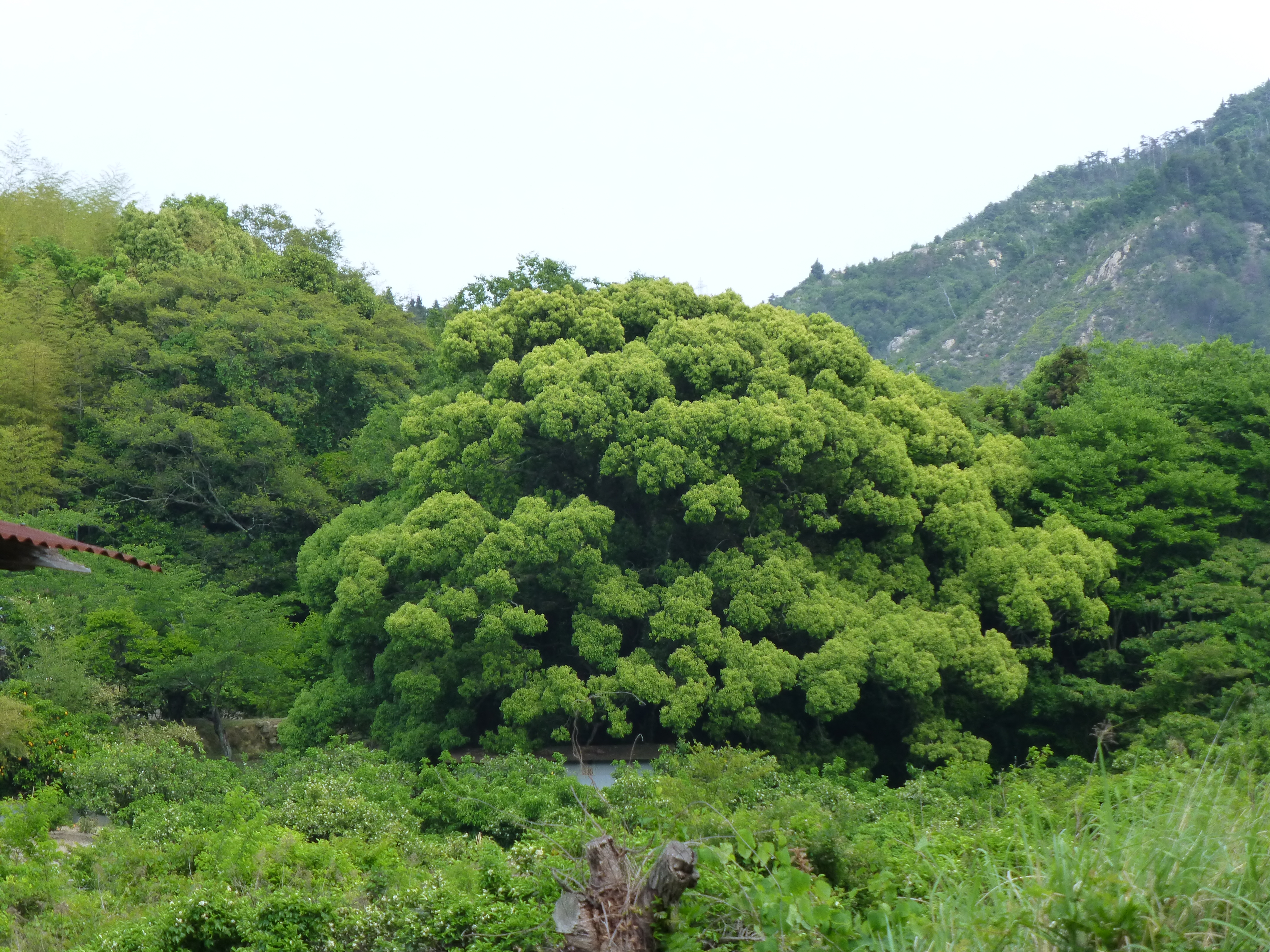
生樹の御門全体

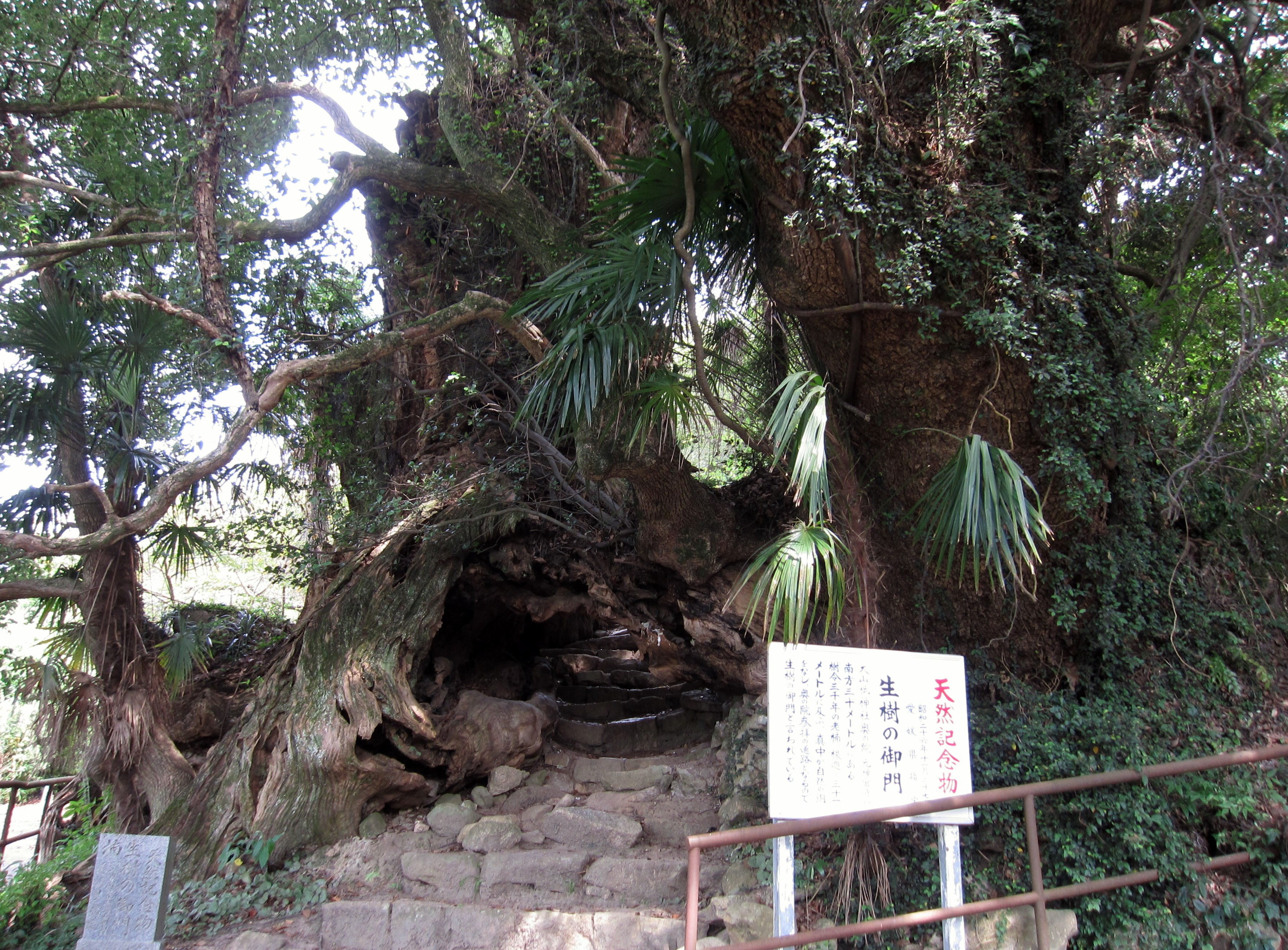
生樹の御門。写真中央が主幹で、その下が参道。右側が副幹、ほかに副幹の裏と写真左側に細い幹、写真左下にごく小さなひこばえがある。）

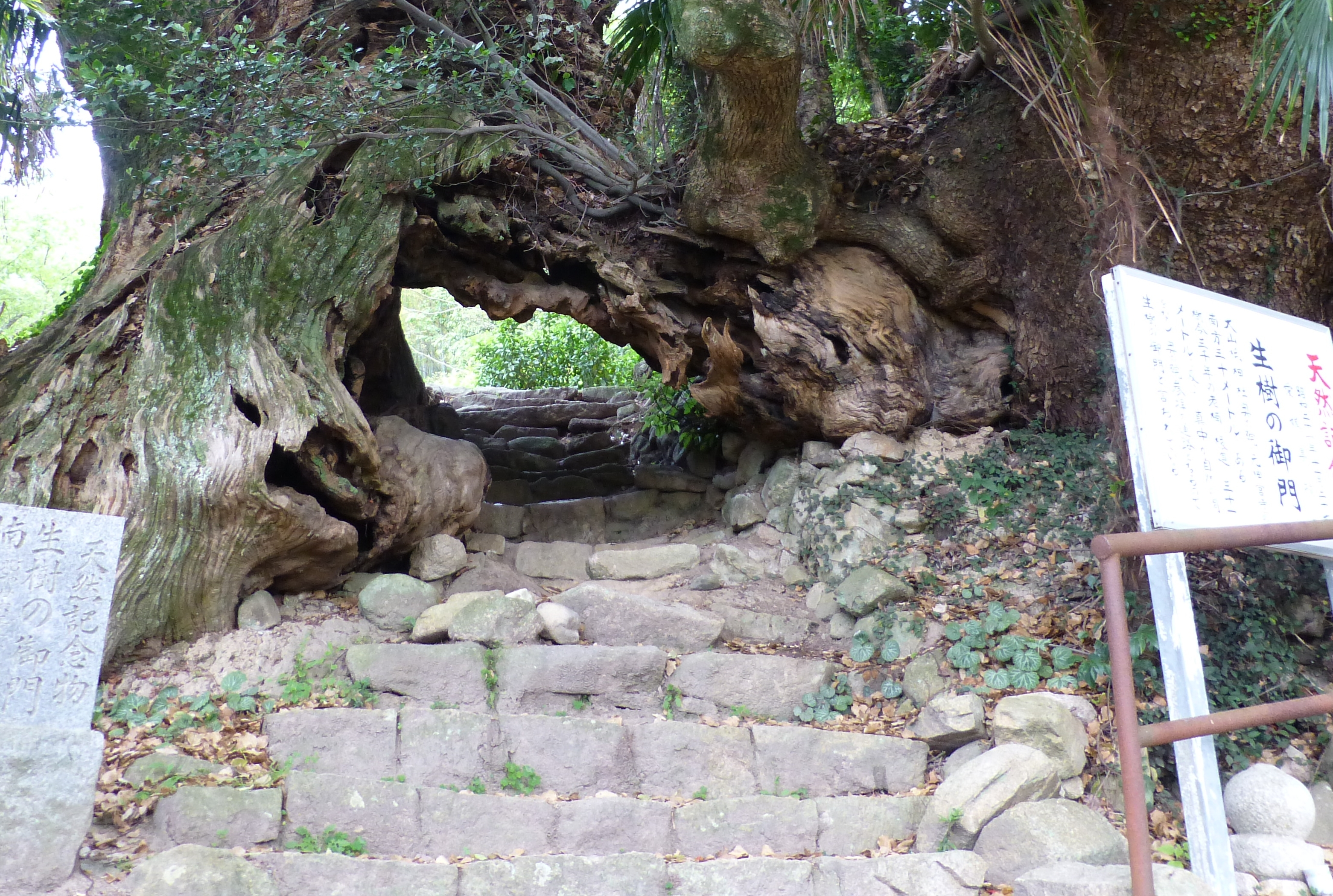
通路を下から見上げた様子。通路は幅2m、高さ3mある

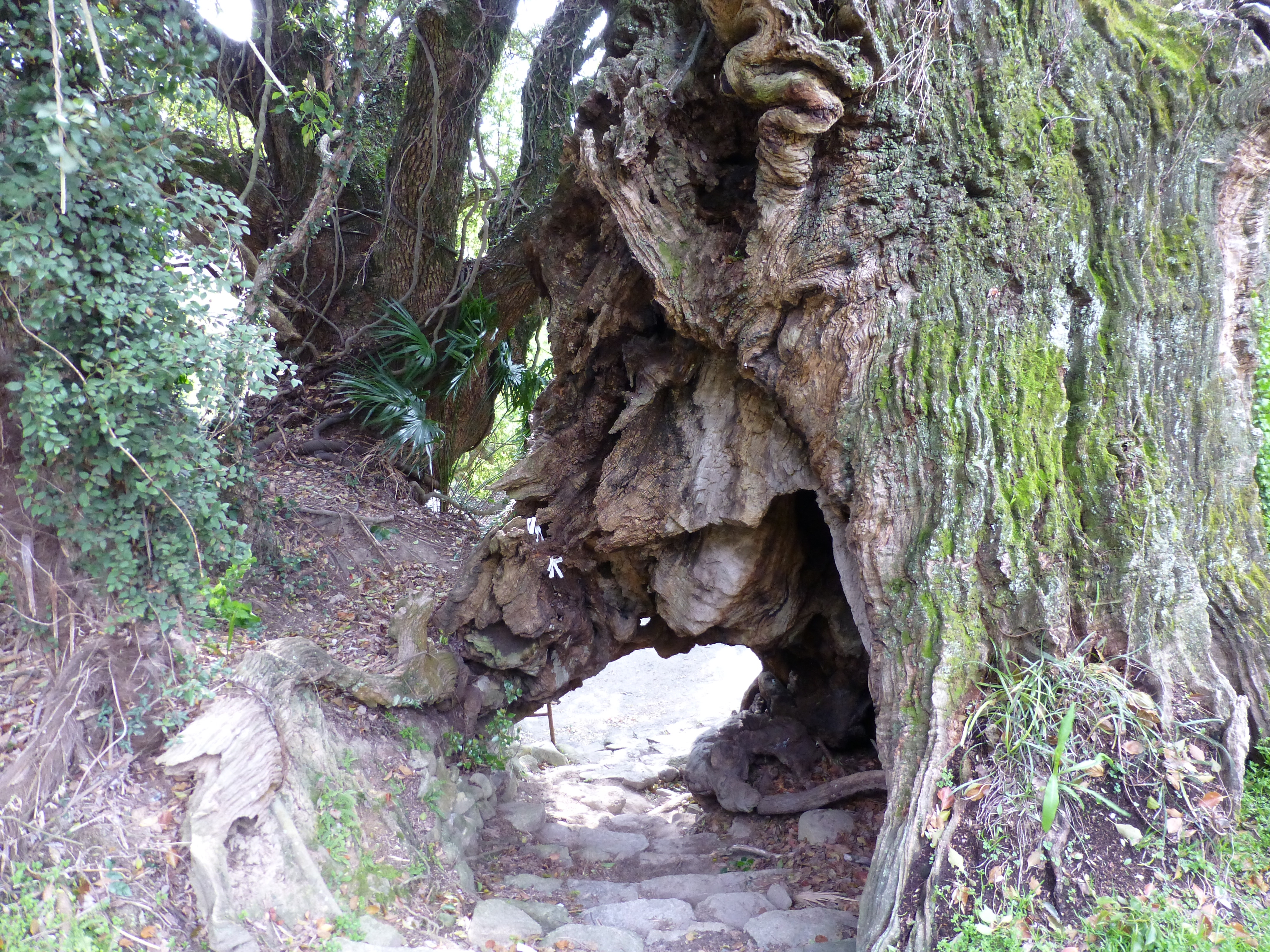
通路を上から見た様子

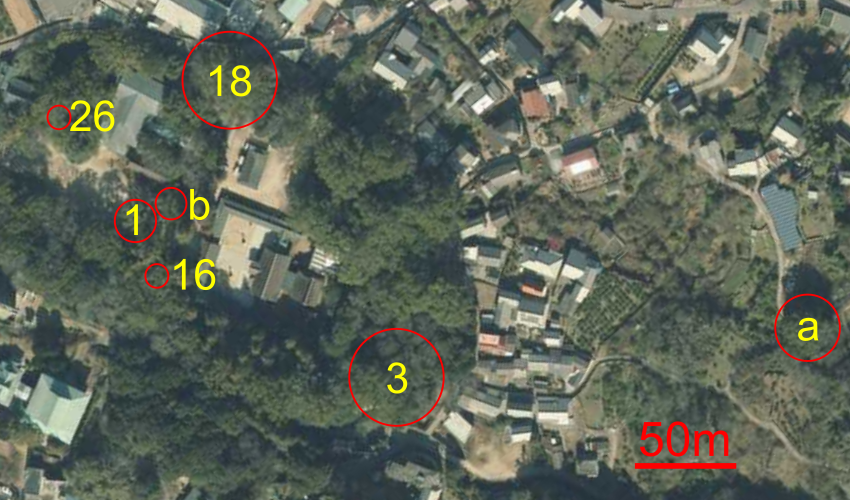
クスノキ群付近の空中写真。
右端のaが「生樹の御門」。写真の左半分を占める緑の領域が「大山祇神社のクスノキ群」
。（昭和56年度撮影）

生樹の御門（いききのごもん）、または生樹の門（いききのもん）は、愛媛県今治市大三島の大山祇神社奥の院に生育している楠（クスノキ）の巨樹である。株立ちの総幹周は15.5mで、愛媛県の天然記念物に指定されている。
名称は根本の空洞それ自体が奥の院への参道となっているため、生きている樹の門ということからこの名がある。「生樹の御門」は現地案内板にある名称、「生樹の門」は愛媛県の天然記念物としての名称である。

## 由来
大三島の大山祇神社にはクスノキの巨樹が集中しており、「大山祇神社のクスノキ群」として国の天然記念物に指定されている。生樹の御門はこの「クスノキ群」から東に150mほどのところに単独で存在する。大山祇神社の御神木である「乎知命御手植の楠」ほど著名ではないが、ほぼ同サイズの主幹周があり、大サイズの副幹、巨大な根上りがあることからこちらのほうが迫力がある。根周りは実に32mにも及ぶ。国の天然記念物「大山祇神社のクスノキ群」には含まれず、別途1951年（昭和26年）11月27日に愛媛県の天然記念物に指定された。
樹齢は正確なことは不明であるが、参考文献の『大三島を中心とする藝豫叢島史』は2000年、案内板は3000年としている。
この樹はかつて単幹のクスノキであったが、現在は双幹のクスノキになっている。明治時代に樹勢が衰え枯れるかに見えたが、根株からの萌芽更新により復活した。大正時代には白化した幹と、その脇にあるひこばえが撮影されている。今日では枝葉が元の主幹を覆い尽くしているためこのような姿は撮影できない。特に南側の根株から出たひこばえが樹勢旺盛で、新しい幹に成長している。幹には葛やラン類が着生しており、周りにはこのクスのひこばえやシュロが繁茂する。あたかも一つの森のようだと形容される。
根本の洞が自然の通路になっており、奥の院への参道を通している。中は拡張され石段も引かれている。洞のサイズは、幅2m、高さ3m、長さ7mほどあり、大人が楽に通れるサイズとなっている。長寿信仰があり、長寿を願う人々によって樹皮が削られ衰退の原因となった。また、洞をくぐると長生きできるなどといわれている。洞は一時閉鎖されていたが、現在は開放されている。
このクスを抜けた先は大山祇神社の奥の院（元神宮寺）となっており、小さな阿弥陀堂と仏足石がある。周りは畑や林地になっていて、訪れる人も少なく静かな雰囲気になっている。

## サイズ
- 主幹幹周：11m
- 副幹幹周：4.5m
- 樹高：10m
- 株数：4本
- 根周：32m

生樹の御門は根株が小山を覆うように生えており、また生え際から株が多数出ているため正確な幹周の測定は難しい。かつて幹周22mとされ、日本最大の巨樹と云われたこともあったが、これは斜面下側からの測定である。現在は斜面上側から測定されており、また主幹が腐朽によって崩壊が進んでいることなどから、1988年に測定された主幹周11m、総幹周15.5mが公式サイズとなっている。副幹の樹勢は極めて強く、幹周・樹高共に急激な増大が見られる。逆に主幹はほぼ枯死しており、崩壊が進みつつある。

## 交通アクセス
所在地
- 愛媛県今治市大三島町宮浦別所 大山祇神社奥の院

交通
- しまなみ海道（西瀬戸自動車道） 大三島ICより西へ7km。大山祇神社から徒歩5分
- 宗方港より北東へ10km、盛港より南西へ8km。大山祇神社から徒歩5分

大山祇神社の裏側に周ると「奥の院・生樹の御門」（車不可）という看板がある。